# 解脫道論
《解脫道論》（Vimutti-magga），阿羅漢優波底沙（Upatissa）造，學者考證可能是於斯里蘭卡傳承的上座分別說部分支赤銅鍱部無畏山派的作品。

## 傳譯

### 漢譯本
梁天監十四年（515年），三藏法師僧伽婆羅漢譯，全書共十二卷。他所用的底本，可能是曼陀羅仙自扶南（今高棉）帶至中國。

### 藏譯本
藏文本由九世紀Vidyākaraprabha譯出，藏文名稱為Rnam par grol ba'i lam las sbyangs pa'i yon tan bstan pa zhes bya ba，對應於梵語Vimukti-mārga-dhutaguṇa-nirdeśa（解脫道頭陀行演說）。相當於《解脫道論》第三卷〈頭陀品〉。

## 內容
《解脫道論》論述三無漏學，共分十二品：
- 序論：因緣品；
- 戒學：分別戒品，頭陀品；
- 定學：分別定品，覓善知識品，分別行品，分別行處品，行門品，五通品；
- 慧學：分別慧品，五方便品，分別諦品。

## 考證
漢譯的解脫道論在長期以來，一直不清楚作者的來歷，傳統上認為作者優波底沙就是佛陀弟子舍利弗的另一個名字。
日本學者高楠順次郎的弟子，東大教授長井真琴博士，考證此書原文可能是巴利文，作者優波底沙（Upatissa）應該是《善見律毘婆沙》提到的Upatissa，屬於無畏山派。他並且發現，覺音所著《清淨道論》，在結構跟內容上與《解脫道論》有很多類似之處，因此覺音在寫作《清淨道論》應該有很大幅度的參考了此書。
在長井真琴發表他的論文之後，印度學與佛教研究學者投入此書研究。經文獻比較，《解脫道論》的藏文譯本已被發現。1963年，巴利文本在斯里蘭卡無畏山寺被發現，并出版，但經佛教學者Bapat等人考證，此文獻是後世所造，並非原本。
佛教學者對此書的原文為何，尚無定論。長井真琴認為是來自巴利文，Purusottama Visvanath Bapat認為原本文獻應是用佛教混合梵文寫成。解脫道論的結構與清淨道論很接近，它與清淨道論見解不同的地方，也符合清淨道論註釋書中提到的無畏山寺派見解。但是覺音在寫作《清淨道論》時，是否參考了這本著作，在佛教學者間也仍然存在爭議。

## 外部連結
- 長井真琴-解脫道論與清淨道論的比較研究[永久]
- 王瑞鄉譯，德國無著比丘著，《解脫道論》與《清淨道論》 （页面存档备份，存于）
- 釋洞崧，《解脫道論》解題之評介 ――以干潟龍祥所撰為主 （页面存档备份，存于）
- 釋洞崧，《解脫道論》註解 （页面存档备份，存于）